# Dianbobo Baldé
Dianbobo Baldé (* 5. Oktober 1975 in Marseille) ist ein ehemaliger guineischer Fußballspieler.

## Karriere
Baldé begann seine Karriere in seiner Heimatstadt bei Olympique Marseille, dort kam er jedoch zu keinem Einsatz und wurde für die Saison 1997/98 an den FC Mulhouse verliehen. Dort wurde er Stammspieler, stieg aber aus der Ligue 2 ab. Daraufhin wurde er an den Ligue 1-Absteiger AS Cannes verliehen. Im Sommer 1999 verließ er Marseille ganz und wechselte zum FC Toulouse. Mit dem FC Toulouse schaffte er in der Saison 1999/2000 den Aufstieg in die Ligue 1, woraufhin jedoch der sofortige Wiederabstieg folgte. Durch seine guten Leistungen empfahl sich Balde dafür weiterhin erstklassig zu spielen und wurde von Celtic Glasgow verpflichtet. Mit Celtic Glasgow gewann er fünfmal die schottische Meisterschaft, dreimal den Scottish FA Cup und zweimal den Scottish League Cup. Außerdem erreichte er in der Saison 2002/03 das Finale des UEFA-Cup, welches jedoch gegen den FC Porto verloren wurde. Zum Ende der Saison 2008/09 gab Celtic Glasgow bekannt, dass der Vertrag mit Baldé nicht verlängert werde. Daraufhin unterschrieb er einen Ein-Jahres-Vertrag beim französischen Erstligisten FC Valenciennes.
Mit der guineischen Fußballnationalmannschaft nahm er 2004, 2006 und 2008 an der Fußball-Afrikameisterschaft teil und erreichte dort jeweils das Viertelfinale. 2005 gewann er mit Guinea den Amílcar Cabral-Cup.

## Erfolge
- mit Celtic Glasgow
  - Schottischer Meister (5): 2002, 2004, 2006, 2007, 2008
  - Schottischer Pokalsieger (3): 2004, 2005, 2007
  - Schottischer Ligapokalsieger (2): 2006, 2009